# Mémorial Manuel Galera
Le Mémorial Manuel Galera est une ancienne course cycliste espagnole disputée à Armilla, dans la Province de Grenade en Andalousie qui a eu lieu annuellement de 1972 à 2004. Il rendait hommage à Manuel Galera, coureur espagnol né à Armilla en 1943 et mort accidentellement durant le Tour d'Andalousie en 1972.

## Palmarès
Editions en jaune catégorie demi professionnelle
| Année | Vainqueur                    | Deuxième                   | Troisième                   |
| ----- | ---------------------------- | -------------------------- | --------------------------- |
| 1972  | Esteban García Roldán        | Ramón Guerrero Pozas       | José Domínguez Pérez        |
| 1973  | Ramón Guerrero Pozas         | Juan Cantero López         | Alfonso Vílchez García      |
| 1974  | Francisco Martín Peregrín    | Juan José Ariza Neri       | José López Iglesias         |
| 1975  | Juan Cantero López           | Juan Enrique Bayo          | Enrique Guerrero            |
| 1976  | Juan Cantero López           | Ramón Guerrero Pozas       | Jorge Díaz Aguado           |
| 1977  | Juan Enrique Bayo            |                            |                             |
| 1978  | Francisco Martín Peregrín    | Juan Cantero López         | Juán Enrique Bayo           |
| 1979  | Miguel Ángel Fernández Vico  | Jesús Gómez Vergara        | José Luis Blanco            |
| 1980  | Ángel Arroyo                 | Enrique Aja                | Jesús Manzaneque            |
| 1981  | Juan Fernández Martín        | Ángel Ocaña                | Enrique Martínez Heredia    |
| 1982  | Jesús Guzmán                 | Francisco Albelda          | Ignacio Fandos              |
| 1983  | Jesús Guzmán                 | José Recio                 | Ángel Arroyo                |
| 1984  | José Luis Navarro            | Jerónimo Ibáñez            | José María González Barcala |
| 1985  | Ángel Ocaña                  | Francisco Espinosa         | José Luis Laguía            |
| 1986  | Vicente Ridaura              | Francisco Espinosa         | Eduardo Chozas              |
| 1987  | Juan Martínez Oliver         | Francisco Espinosa         | Roque de la Cruz            |
| 1988  | Miguel Ángel Martínez Torres | Pedro Delgado              | Juan Martínez Oliver        |
| 1989  | Jesús Cruz Martín            | Arturo Geriz               | Pedro Delgado               |
| 1990  | Jesús Blanco Villar          | Jesús Cruz Martín          | Antonio Miguel Díaz         |
| 1991  | Viktor Klimov                | Oleh Petrovich Chuzhda     | Enrique Aja                 |
| 1992  | Francisco Cabello            | José Luis Rodríguez García | Rafael Ruiz Erencia         |
| 1993  | Stephen Hodge                | José María Jiménez         | Viktor Klimov               |
| 1994  | José María Jiménez           | Pedro Delgado              | Ignacio García Camacho      |
| 1995  | Ignacio García Camacho       | Assiat Saitov              | José Antonio Espinosa       |
| 1996  | Inaki Ayarzaguena            | José Vicente García Acosta | Francisco Cabello           |
| 1997  | Pablo Lastras                | Eladio Jiménez             | Txema del Olmo              |
| 1998  | Iñigo González de Heredia    | Francisco Javier Cerezo    | Aitor Kintana               |
| 1999  | Juan Carlos Vicario          | Manuel Beltrán             | Juan Miguel Mercado         |
| 2000  | Óscar Sevilla                | David Clinger              | José Enrique Gutiérrez      |
| 2001  | Pablo Lastras                | César García Calvo         | Borislav Vladislav          |
| 2002  | Carlos García Quesada        | Manuel Beltrán             | Antonio Tauler              |
| 2003  | Pedro Díaz Lobato            | Francisco Mancebo          | David Navas                 |
| 2004  | Luis Pasamontes              | José Antonio López         | Koldo Fernández             |